# Elise Bartels (Frauenrechtlerin)
Elise Bartels (* 14. Februar 1862 in Ahrensburg; † 19. März 1940 in Lübeck) war eine deutsche Lehrerin, Frauenrechtlerin und Bürgerschaftsabgeordnete in Lübeck.

## Leben

### Familie und beruflicher Werdegang
Elise Bartels war die Tochter eines Ahrensburger Arztes.
Sie besuchte von 1878 bis 1880 das Roquettesche private Lehrerinnenseminar in Lübeck, in dem seit Ostern 1877 Unterricht erteilt wurde, und bestand dort die Prüfung zur Lehrerin für höhere und mittlere Mädchenschulen.
1885 übernahm sie die Leitung der privaten höheren Mädchenschule mit 100 Schülerinnen in der Wahmstraße 428 von Adele Becker in Lübeck, nachdem sie dort als Lehrerin unterrichtet hatte; in dieser Zeit war sie 1886 in der Wahmstraße 70 und 1887 in der Sophienstraße 3 wohnhaft. 1890 gab sie die Schulleitung auf und lebte anschließend für zwölf Monate in England und Paris, um dort ihre Sprachkenntnisse zu erweitern.
Nach ihrer Rückkehr nach Lübeck wurde sie 1891 als Hilfslehrerin an der Mädchen-Mittelschule in den Staatsdienst eingestellt und unterrichtete in den folgenden Jahren an dieser Schule, der auch ein Lehrerinnenseminar angeschlossen war. In dieser Zeit war sie von 1897 bis 1905 in der Gartenstraße 21 in Lübeck, 1906 in der Viktoriastraße 2 und von 1907 bis 1909 in der Overbeckstraße 17 wohnhaft.
1913 erhielt sie eine nebenberufliche Anstellung als Lehrkraft an der Frauen-Gewerbe-Schule in Lübeck.
1919 wurde sie an die 3. Mädchen-Mittelschule in Lübeck versetzt; im selben Jahr war sie bis 1920 nebenberuflich an der Volkshochschule tätig.
Aufgrund einer schwerwiegenden Erkrankung ging sie 1927 als Mittelschullehrerin in den Ruhestand und zog sich aus dem öffentlichen Leben zurück. 
Bis zu ihrem Tod lebte sie in Lübeck seit 1910 in der Gartenstraße 20.

### Politisches und gesellschaftliches Wirken
Unter dem Eindruck der Preußischen Mädchenschulkonferenz gründete Elise Bartels am 18. Oktober 1907 den Lübecker Landesverband für das höhere Mädchenschulwesen (seit 1909 Lübecker Landesverein für das höhere Mädchenschulwesen) als Zweigverein des Deutschen Vereins für das höhere Mädchenschulwesens. Ina Freese wurde neben ihr in dessen Vorstand gewählt und leitete ihn bis 1918; aufgrund ihres Einsatzes nahm der Landesverein bereits nach kurzer Zeit eine führende Stellung in Nordwestdeutschland ein. 
Sie war eine der ersten Frauen, die 1919 als Abgeordnete in die Lübecker Bürgerschaft einzog, sie war dabei eine von sieben Vertreterinnen der Demokraten.
Im Interesse aller Frauen konnte sie 1919 einen Zusammenschluss aller Lübecker Frauenvereine bewirken, der sich Stadtbund der Lübecker Frauenvereine nannte und in der auch unter anderem Charlotte Landau-Mühsam Mitglied war. Es erfolgte ihre Wahl zur 1. Vorsitzenden des Frauenbundes; sie übte ihr Amt bis 1926 aus.
Während ihrer nebenberuflichen Tätigkeit an der Volkshochschule wurde sie Mitglied der neugegründeten Schulkammer und brachte dort ein großes Engagement sowohl für die Volkshochschule als auch für die Schulkammer mit ein.

## Ehrungen und Auszeichnungen
Zu Ehren von Elise Bartels benannte Lübeck die Elise-Bartels-Straße im Stadtteil Lübeck-Marli nach ihr.